# Zarządca Sanshō
Zarządca Sanshō (jap. 山椒大夫 Sanshō Dayū) – japoński film historyczny z 1954 roku w reżyserii Kenjiego Mizoguchiego.

## Opis fabuły
Bohater filmu, sprzedany w niewolę wraz ze swoją siostrą chłopiec Zushiō, doświadcza okrucieństw popełnianych przez władczego zarządcę imieniem Sanshō. Ów możny znajduje się pod ochroną państwa feudalnego, które podtrzymuje nierówności panujące w Japonii. Zushiō, pragnąc zemścić się na zarządcy i odnaleźć swoją matkę sprzedaną do domu publicznego, powoli kształtuje swoją pozycję na drabinie społecznej, aby z upływem czasu stać się gubernatorem i wykorzystać swoje uprawnienia do chwilowego zawieszenia nierówności społecznych.

## Recepcja
Zarządca Sanshō został doceniony w Europie, zdobywając Srebrnego Lwa na 15. MFF w Wenecji. Jaime N. Christley z „Village Voice” ocenił dzieło Mizoguchiego jako „arcydzieło o niezwykłej cierpliwości”, natomiast zdaniem Glenn Kelly „historia jest pełna okrucieństwa i cierpienia”, ale również „niezwykła stylistycznie”.